# 稲葉正令
稲葉 正令（いなば まさのり）は、江戸時代中期の安房国館山藩の世嗣。

## 略歴
初代藩主・稲葉正明の長男として誕生。正室は戸田氏之の娘。
嫡子であったが家督相続以前に廃嫡された。代わって弟・正武が嫡子となった。
天明8年（1788年）、43歳で没。